# Géométrie moléculaire prismatique trigonale bicapée
La géométrie moléculaire prismatique trigonale bicapée est la géométrie des molécules dans lesquelles huit atomes ou groupes d'atomes ou ligands sont disposés autour d'un atome central en définissant les arêtes d'un prisme triangulaire biaugmenté. Cette forme a une symétrie C2v et est l'une des trois formes courantes pour les complexes de métaux de transition octacoordonnés, avec l'antiprisme carré et le dodécaèdre,.
Elle est très similaire à la géométrie moléculaire antiprismatique carrée, et il y a un certain débat sur la géométrie spécifique présentée par certaines molécules. Un exemple de géométrie moléculaire prismatique trigonale bicapée est l'ion ZrF84−.
La géométrie moléculaire prismatique trigonale bicapée est présente dans le structure cristalline type bromure de plutonium(III), qui est adoptée par beaucoup de bromures et d'iodures de lanthanides et d'actinides,.